# Nea Dimokratia
Néa Dimokratía (afgekort ND) (Grieks: Νέα Δημοκρατία - Nieuwe Democratie, afgekort ΝΔ) is een Griekse politieke partij die in 1974 werd opgericht door Konstantinos Karamanlis. De partij geldt als christendemocratisch en gematigd conservatief en stelt zich een verdergaande politieke, economische en sociale democratisering van het land tot doel.
De partij heeft sinds de Griekse parlementsverkiezingen van 2019 – na een oppositieperiode van 4 jaar – weer zitting in de regering, vanuit een absolute meerderheid. De partij heeft 158 van de 300 zetels in het parlement. In het Europees Parlement heeft zij 5 van de 21 Griekse zetels, en maakt zij onderdeel uit van de Europese Volkspartij. Vanaf medio 2015 staat de partij onder leiding van Vangelis Meimarakis. Hij volgde Antonis Samaras op als partijleider.

## Over de partij
De partij werd op 4 oktober 1974 – na de val van het kolonelsregime – opgericht door Kostantinos Karamanlis. Deze had van 1955 tot 1963 ook al gediend als premier. De eerste vrije verkiezingen werden door ND gewonnen met de slogan Karamanlis of tanks. De overwinning werd voor het grootste deel op zijn conto geschreven. De koers van de partij werd door hem omschreven als ‘radicaal liberaal’. Dit werd uitgelegd als het "veelvuldig hanteren van vrijemarktmechanismen met de onherroepelijke mogelijkheid voor de overheid om in te grijpen om de sociale gerechtigheid te bevorderen”.
Bij de parlementsverkiezingen van 1977 verloor de partij bijna 13 procent van de stemmen, maar bleef nog wel de grootste. Onder leiding van Karamanlis voegde Griekenland zich (opnieuw) bij de NAVO, en probeerde een oplossing te vinden na de Turkse invasie van Cyprus. In 1980 trad Karamanlis af om president te worden. Hij werd opgevolgd als premier door Georgios Rallis. In 1981 voegt Griekenland zich ook bij de Europese Economische Gemeenschap. Karamanlis werd bekritiseerd door de oppositie omdat hij hiervoor geen referendum had uitgeschreven. Bij de verkiezingen in 1981 wordt Rallis verslagen door PASOK van Andreas Papandreou.
ND keert pas in 1989 onder leiding van Tzannis Tzannetakis terug in de regering in een coalitie met de Coalitie van Radicaal-Links. Van november 1989 tot april 1990 maakt zij deel uit van de coalitieregering van de niet partij gebonden Xenofon Zolotas. De verkiezingen van 1990 worden gewonnen onder leiding van Konstantinos Mitsotakis. Zijn regering houdt het met steun van zijn eigen partij en één parlementslid van de partij Democratische Vernieuwing drie jaar vol. Zijn regering komt ten val nadat ND-parlementslid Antonis Samaras samen met enkele anderen de steun aan de regering opzegt en de partij verlaat om de nieuwe partij Politieke Lente te vormen. De verkiezingen in 1993, 1996 en 2000 worden onder leiding van respectievelijk Mitsotakis, Miltiadis Evert en Kostas Karamanlis alle verloren, in 2000 slechts met een verschil van 1,06 procent van de stemmen.
Bij de verkiezingen in 2004 versloeg Karamanlis de zittend PASOK-premier Kostas Simitis. Nea Dimokratia kon daarna een regering vormen onder zijn leiding. Ook de verkiezingen van 2007 won Nea Dimokratia. In september 2009 schreef Karamanlis nieuwe verkiezingen uit, dit om een nieuw mandaat te verkrijgen. Zo hoopte hij steun te verkrijgen van de kiezer voor dringend noodzakelijke economische hervormingen en bezuinigingen. Nea Dimokratia behaalde slechts 33,48 procent van de stemmen en verloor de verkiezingen.
PASOK kwam hierna aan de macht. Door de crisis moest Griekenland enorm bezuinigen waardoor Giorgos Papandreou in grote politieke problemen kwam. Op 4 november 2011 overleefde hij een vertrouwensstemming met 153 van de 300 stemmen. Op 6 november kwamen Papandreou, Antonis Samaras en Giorgios Karatzaferis overeen een overgangsregering met PASOK, Nea Dimokratia en de Orthodox-Griekse Volkspartij (LAOS) te vormen. Op 11 november werd een nieuwe regering onder leiding van Lucas Papademos gevormd.
Bij de Griekse parlementsverkiezingen van mei 2012 behaalde Nea Dimokratia met als partijleider Antonis Samaras 108 zetels (waarvan 50 bonuszetels.) Er bleek echter geen regering te vormen waardoor er nieuwe verkiezingen zijn gehouden. Bij de Griekse parlementsverkiezingen van juni 2012 behaalde Nea Dimokratia 129 zetels (inclusief 50 bonuszetels) en werd daarmee de grootste partij.

Op 21 november 2012 trad het Kabinet-Samaras aan, dat bestond uit een coalitie van Nea Dimokratia, PASOK en Democratisch Links. Later regeerde de collatie verder zonder Democratisch Links. Op 27 januari 2015 volgde het Kabinet-Tsipras het Kabinet-Samaras op. Naar aanleiding van de uitslag van een referendum trad op 5 juli 2015 Samaras af als partijleider van Nea Democratia. Hij werd opgevolgd door Evangelos Meimarakis.
Bij de Griekse parlementsverkiezingen in juli 2019 behaalde de partij 158 van de 300 parlementszetels.

## Overzicht verkiezingsuitslagen
| Jaar           | Partijleider            | Stemmenaantal | Stemmenpercentage | Aantal leden in het Griekse parlement | Positie in het parlement                                    |
| -------------- | ----------------------- | ------------- | ----------------- | ------------------------------------- | ----------------------------------------------------------- |
| 1974           | Konstantinos Karamanlis | 2.669.133     | 54,37%            | 220                                   | Regering                                                    |
| 1977           | Konstantinos Karamanlis | 2.146.365     | 41,84%            | 171                                   | Regering                                                    |
| 1981           | Georgios Rallis         | 2.034.496     | 35,87%            | 115                                   | Grootse oppositiepartij                                     |
| 1985           | Konstantinos Mitsotakis | 2.599.681     | 40,84%            | 126                                   | Grootse oppositiepartij                                     |
| 1989 (I)       | Konstantinos Mitsotakis | 2.887.488     | 44,28%            | 145                                   | In een regering met de Coalitie van Groen-Linkse bewegingen |
| 1989 (II)      | Konstantinos Mitsotakis | 3.093.479     | 46,19%            | 148                                   | Regering met alle partijen                                  |
| 1990           | Konstantinos Mitsotakis | 3.088.137     | 46,89%            | 150                                   | Regering                                                    |
| 1993           | Konstantinos Mitsotakis | 2.711.739     | 39,30%            | 111                                   | Grootse oppositiepartij                                     |
| 1996           | Miltiadis Evert         | 2.584.765     | 38,12%            | 108                                   | Grootse oppositiepartij                                     |
| 2000           | Kostas Karamanlis       | 2.935.196     | 42,74%            | 125                                   | Grootse oppositiepartij                                     |
| 2004           | Kostas Karamanlis       | 3.359.058     | 45,36%            | 165                                   | Regering                                                    |
| 2007           | Kostas Karamanlis       | 2.994.979     | 41,84%            | 152                                   | Regering                                                    |
| 2009           | Kostas Karamanlis       | 2.295967      | 33,48%            | 91                                    | Grootse oppositiepartij                                     |
| mei 2012       | Andonis Samaras         | 1.183.851     | 18,9%             | 108                                   | onbeslist, nieuwe verkiezingen in juni                      |
| juni 2012      | Andonis Samaras         | 1.825.609     | 29,7%             | 129                                   | Regering                                                    |
| januari 2015   | Andonis Samaras         | 1.718.815     | 27,81%            | 76                                    | Grootse oppositiepartij                                     |
| september 2015 | Vangelis Meimarakis     | 1,526,205     | 28,3%             | 75                                    | Grootse oppositiepartij                                     |
| 2019           | Kyriakos Mitsotakis     | 2,250,841     | 39,8%             | 158                                   | Regering                                                    |